# Финале Светског првенства у фудбалу за жене 2011.
Финале ФИФА Светског првенства за жене 2011. је била фудбалска утакмица која је одредила победника ФИФА Светског првенства за жене 2011. на којем су учествовале женске репрезентације чланица ФИФА. Утакмица се одиграла 17. јула 2011. у Комерцбанк арени, у Франкфурту, Немачка. Финале се играло се између репрезентација Јапана и Сједињених Држава. Јапан је победио са 3 : 1 извођењем пенала након ремија, 2 : 2, у регуларном времену и после продужетака, поставши први азијски тим који је победио у финалу ФИФА Светског првенства. Исход меча и пут Јапана до титуле сматрани су великим успехом за јапан, с обзиром на мала очекивања Јапана пре турнира. То је било још значајније за земљу јер је Јапан још увек осећао последице земљотреса и цунамија у Тохоку 2011. где је погинуло више од 15.000 људи.
Финале 2011. било је последњи велики спортски догађај који се емитовао у Јапану пре преласка земље на дигитални пренос који се догодио 24. јула 2011.

## Историјат
Финална утакмица је била између Сједињених Држава, које су биле велика сила у женском фудбалу од освајања првог светског првенства, и Јапана, који никада није освојио велику светску титулу, нити је чак стигао до финала великог светског такмичења. Ово је уједно био и први наступ Сједињених Држава у финалу после 12 година. Сједињене Државе су се надметале да постану први тим који је освојио треће светско првенство, пошто су победиле 1991. и 1995. године. Јапан се надметао да постане четврти тим који је освојио светско првенство, придруживши се претходним освајачима титуле Сједињеним Државама, Норвешкој и Немачкој. Занимљиво је да се јапанска страна пре почетка такмичења скоро повукла из такмичења због катастрофалног земљотреса који се десио у њиховој матичној земљи, пошто је женска лига у Јапану била суспендована и на крају отказана.
ОВа утакмица је била трећи сусрет ова два тима на Светском првенству. Сједињене Државе су победиле Јапан са 3 : 0 1991. и победиле су опет са 4 : 0 у четвртфиналном мечу 1995. године. Уласком у финале, Сједињене Државе никада нису изгубиле од Јапана, са 22 победе и 3 ремија. Пре Светског првенства, Сједињене Државе су биле најбоље рангирани тим на ФИФА женској светској ранг листи, док је Јапан био на четвртом месту.  Упркос томе што је био четврти, врло мало људи је очекивало да ће Јапан доћи до полуфинала, а камоли да освоји турнир.
Ово је био први пут да је тим освојио Светско првенство након што је изгубио меч у групној фази.
Јапан је постао тек друга азијска репрезентација која је стигла до финала ФИФА Светског првенства за жене, након последњег наступа Кине против Сједињених Држава 1999. Ово је такође било тек друго финале у којем није учествовао европски тим.

## Пут до финала
Упркос томе што их је ФИФА рангирала на 1. месту у свету,  Сједињене Државе су биле последњи тим који се квалификовао за Светско првенство 2011. Након трећег места на Златном купу за жене 2010. Конкакафа, који служи као квалификациона утакмица за Конкакаф, Сједињене Државе су биле принуђене да победе Италију у плеј-офу код куће и у гостима. Јапан, који је рангиран на 4. месту, се квалификовао за турнир тако што је завршио трећи на АФК женском азијском купу 2010, који је служио као квалификант за АФК.
Једном у финалу, Сједињене Државе су дошле до нокаут фазе тако што су завршиле на другом месту у Групи Ц иза Шведске, једине екипе од које су изгубиле у групној игри. Прошле су у четвртфинале извођењем пенала са Бразилом, у којем је фудбалерка Сједињених Држава Еби Вамбах постигла изједначење у 122. минуту утакмице, у надокнади времена, последњи гол икада постигнут у утакмици Светског првенства за жене, изједначити резултат 2 : 2 и довести игру у пенал. Сједињене Државе су затим победиле Француску са 3 : 1 и дошле до финала.
Јапан је стигао до нокаут фазе тако што је завршио на другом месту у Групи Б иза Енглеске, која је била једина екипа која је победила Јапан у групној фази. Јапан је потом изненадио домаћина, двоструког браниоца титуле Немачку, победивши резултатом 1 : 0 у продужецима. Затим су победили Шведску резултатом 3 : 1 и дошли до финалног меча.
| Pos | Тим         | О | Бод. |
| --- | ----------- | - | ---- |
| 1   | Енглеска    | 3 | 7    |
| 2   | Јапан       | 3 | 6    |
| 3   | Мексико     | 3 | 2    |
| 4   | Нови Зеланд | 3 | 1    |

| Pos | Тим              | О | Бод. |
| --- | ---------------- | - | ---- |
| 1   | Шведска          | 3 | 9    |
| 2   | Сједињене Државе | 3 | 6    |
| 3   | Северна Кореја   | 3 | 1    |
| 4   | Колумбија        | 3 | 1    |

## Утакмица

### Кратак преглед
Американке су почеле снажно као фаворити за освајање трофеја, а притискале су Јапанке од раних 20 минута. Међутим, ни Карли Лојд, Меган Рапино или Еби Вамбах нису успеле да сруше Јапанке да би рано повеле. У 22', Шинобу Оно је упутила први ударац на гол американки, али безуспешно. У 28' Вамбах је пропустила златну прилику да поведе својим ударцем на пречку. Јапанке су окушали срећу у 30', али се показало да је Хоуп Соло прелако предвидела Охнов продор. Американке су наставиле притисак и у 44' Кристи Рампоне је замало прошла јапанску линију одбране, али је била блокирана, а Јапанке су тада кренуле у брзи али неуспешни контранапад, и тако се прво полувреме завршило без голова. Приметно је да је Јапан поседовао више контроле лопте од САД упркос томе што је углавном био у одбрани.
Друго полувреме је такође почело доминацијом американки. Алекс Морган је изгубила златну шансу у 49', Хедер О'Рајли је упутила ниски центаршут ка ближој стативи где је Морган шутирала, савладавши јапанског голмана Ајуми Каихори, али је погодила стативу. Козуе Андо и Оно натерали су америчке одбрамбене играчице да стрепе за свој гол, од 54' до 56' где је Аја Самешима упутила ударац из угла. У 60', Јапанке су замало добиле прилику за гол када је Јукари Кинга искористила одлично додавање суиграчице Саве али је лопта отишла преко пречке, и тако остали без гола. У 69', Алекс Морган је прва реаговала на дубоку лопту Рапиное, преварила јапанку Кумагаи и шутирала ниско левом ногом поред јапанске голманке Каихори и донела Сједињеним Државама предност голом. Јапанска страна се прегруписала и напала САД, али се показало да је било тешко сломити доброп постављену одбрану. Међутим, у 81', док су САД биле заузете организовањем контранапада, биле су шокиране брзим одговором Јапана, и док је Али Кригер можда први отклонила опасност, грешка Рејчел Булер је пружила Аји Мијами златну шансу, а она је није пропустила и постигла изједначујући гол за 1 : 1. САД су покушале да дају одлучујући гол на крају утакмице, али није било гола и две стране су остале поравнате на 1 : 1 после 90 минута.
У продужецима Јапан је имао боњи посед лопте као и у првом и другом полувремену. И даље су углавном задржале дефанзивни приступ у борби против јаких америчких напада. У 104′, када се чинило да ће први продужетак завршити без голова, Вамбах је снажним ударцем главом са средине терена уз одличан пас Морган довела САД до вођства од 2 : 1. Када је почео други продужетак, Јапанке су изгледали исцрпљено и сматрало се да је екипа САД у предности. Ипак, грешке америчких дефанзивки су се поново појавиле када су изгубиле превише лопти дозвољавајући Мијами и Хомаре Сави да упућују директне ударце. Није дуго трајало, у 117' Јапан је добио корнер, а Мијама је овога пута послала лопту ка Сави, која је потрчала ка ближој стативи и дочекала упућену лопту из корнера пре било којег одбрамбеног играча САД и убацила лопту у гол преко америчког голмана Сола и опет изједначила резултат. Резултат је остао нерешен и након продужетака и донела пенал завршницу, Азуса Ивашимизу је добила црвени картон у 121 минуту.
За Сједињене Државе, које су два пута водиле да би оба пута резултат био изједначен, морал је био појуљан, Шенон Бокс, Лојд и Тобин Хит су промашили три узастопна ударца са беле тачке за САД, док је само Јуки Нагасато пропустио прилику за Јапан. Вамбах је покушала да се спасе поготком да смањи разлику, али је то било узалуд када је Саки Кумагаи постигла одлучујући пенал и тиме Јапану омогућила да по први пут освоји историјски трофеј Светског првенства.

### Детаљи
| Јапан                                                         | (2 : 2) (п. с. н.) | Сједињене Државе                                   |
| ------------------------------------------------------------- | ------------------ | -------------------------------------------------- |
| - Аја Мијама 81’ - Хомаре Сава 117’                           | Извештај           | - Алекс Морган 69’ - Еби Вамбах 104’               |
| Пенали                                                        |                    |                                                    |
| - Аја Мијама - Јуки Нагасато - Мизухо Сакагучи - Саки Кумагаи | 3 : 1              | - Шенон Бокс - Карли Лојд - Тобин хит - Еби Вамбах |

| Јапан | Сједињене Државе |

| Гол          | 21 | Ајуми Каихори   |        |     |      |
| Одб          | 2  | Јукари Кинга    |        |     |      |
| Одб          | 3  | Азуса Ивашимизу | 120+1’ |     |      |
| Одб          | 4  | Саки Кумагаи    |        |     |      |
| Одб          | 15 | Аја Самешима    |        |     |      |
| Сре          | 11 | Шинобу Оно      |        | 66’ |      |
| Сре          | 6  | Мизухо Сакагучи |        |     |      |
| Сре          | 10 | Хомаре Сава (к) |        |     |      |
| Сре          | 8  | Аја Мијама      | 97’    |     |      |
| Нап          | 7  | Козуе Андо      |        | 66’ |      |
| Нап          | 9  | Нахоми Кавасуми |        |     |      |
| Замене:      |    |                 |        |     |      |
| Нап          | 18 | Карина Марујама |        | 66’ | 119’ |
| Нап          | 17 | Јуки Нагасато   |        | 66’ |      |
| Нап          | 20 | Мана Ивабучи    |        |     | 119’ |
| Селектор:    |    |                 |        |     |      |
| Норио Сасаки |    |                 |        |     |      |

| Гол         | 1  | Хоуп Соло          |  |      |
| Одб         | 11 | Али Кригер         |  |      |
| Одб         | 19 | рејчел Ван Холебек |  |      |
| Одб         | 3  | Кристи Пирс (к)    |  |      |
| Одб         | 6  | Еми ЛеПилбет       |  |      |
| Сре         | 9  | Хедер О'Рајли      |  |      |
| Сре         | 10 | Карли Лојд         |  |      |
| Сре         | 7  | Шенон Бокс         |  |      |
| Сре         | 15 | Меган Рапино       |  | 114’ |
| Нап         | 12 | Лорен Холидеј      |  | 46’  |
| Нап         | 20 | Еби Вамбах]        |  |      |
| Замене:     |    |                    |  |      |
| Нап         | 13 | Алекс Морган       |  | 46’  |
| Сре         | 17 | Тобин Хит          |  | 114’ |
| Селектор:   |    |                    |  |      |
| Пиа Сундхаг |    |                    |  |      |

| Играч утакмице: Ајуми Каихори (Јапан) Званичници Помоћне судије: Марина Вознијак (Немачка) Катрин Рафалски (Немачка) Четврти судија: Јени Палмквист (Шведска)) |

### Статистика
| Параметри          | Јапан | Сједињене Државе |
| ------------------ | ----- | ---------------- |
| Голова дато        | 2     | 2                |
| Удараца према голу | 14    | 27               |
| Удараца на гол     | 6     | 5                |
| Посед лопте        | 52%   | 48%              |
| Удараца са угла    | 4     | 8                |
| Фаулова            | 11    | 10               |
| Офсајда            | 2     | 3                |
| Жути картони       | 1     | 0                |
| Црвени картони     | 1     | 0                |